# كريزستوف جلوبسز
كريزستوف جلوبسز (بالبولندية: Krzysztof Globisz)‏ هو ممثل بولندي، ولد في 16 يناير 1957 في بولندا.

## وصلات خارجية
- كريزستوف جلوبسز على موقع IMDb (الإنجليزية)
- كريزستوف جلوبسز على موقع قاعدة بيانات الأفلام العربية
- كريزستوف جلوبسز على موقع ألو سيني (الفرنسية)
- كريزستوف جلوبسز على موقع ميوزك برينز (الإنجليزية)
- كريزستوف جلوبسز على موقع أول موفي (الإنجليزية)
- كريزستوف جلوبسز على موقع قاعدة بيانات الأفلام السويدية (السويدية)
- كريزستوف جلوبسز على موقع ديسكوغز (الإنجليزية)
- كريزستوف جلوبسز على موقع قاعدة بيانات الفيلم (الإنجليزية)
- كريزستوف جلوبسز على موقع كينوبويسك (الروسية)